# Palazzetto Attolico

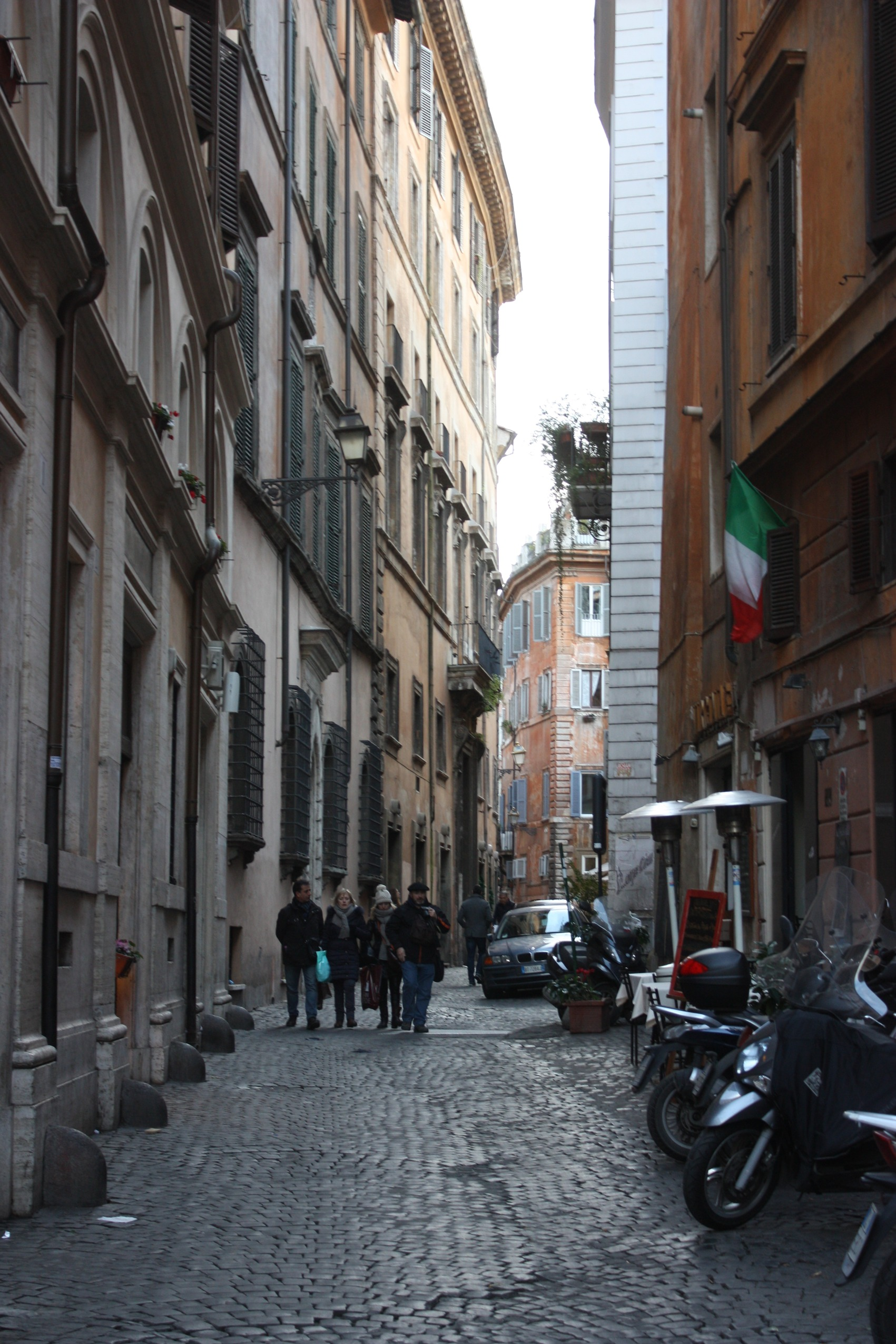
Nesta imagem da Via di Parione, o Palazzo Attolico é o palácio maior à esquerda no final da via.

Palazzetto Attolico é um palácio localizado no número 12 da Via di Parione, no rione Parione de Roma

## História
Este palácio foi construído no século XVII pelo monsenhor Alessandro Mileto, como indica o nome gravado na arquitrave do portal, uma obra tipicamente barroco, para os marqueses Tiberi. No final do século XVIII, o edifício foi adquirido por Settimio Bischi e, no final do século XIX, passou para os Attolico, uma família originária de Canneto di Bari, que o restaurou e construiu um ático. A estrutura se apresenta numa fachada em três pisos e dois mezzaninos: o primeiro mezzanino está no nível do portal encimado por uma varanda reta sustentada por mísulas e flanqueado por portas comerciais emolduradas e arquitravadas. Arquitravadas também são as janelas do piso nobre assentadas sobre uma cornija marcapiano e encimadas por pequenas janelas do segundo mezzanino. As janelas do segundo e terceiro pisos são apenas emolduradas. Coroa a fachada um beiral sustentado por mísulas.